# Clingen
Clingen is een plaats in de Duitse deelstaat Thüringen, gelegen in de Kyffhäuserkreis. Het telt 1.058 inwoners.
Abtsbessingen · An der Schmücke · Artern · Bad Frankenhausen/Kyffhäuser · Bellstedt · Borxleben · Clingen · Ebeleben · Etzleben · Freienbessingen · Gehofen · Greußen · Helbedündorf · Holzsußra · Kalbsrieth · Kyffhäuserland · Mönchpfiffel-Nikolausrieth · Niederbösa · Oberbösa · Oberheldrungen · Reinsdorf · Rockstedt · Roßleben-Wiehe · Sondershausen · Thüringenhausen · Topfstedt · Trebra · Wasserthaleben · Westgreußen